# Слиска, Любовь Константиновна
Любо́вь Константи́новна Сли́ска (в девичестве Тимо́шина; род. 15 октября 1953, Саратов) — российский государственный и политический деятель. Кандидат исторических наук, доцент. Заслуженный юрист Российской Федерации (2005).

## Биография
Родилась 15 октября 1953 года в Саратове. Её и младшего брата мать растила одна.
В 1971 году окончила саратовскую общеобразовательную среднюю школу № 71 (10 классов).
После школы Люба Тимошина поступила в Саратовский книготорговый техникум (ныне — Саратовский колледж книжного бизнеса и информационных технологий).
Согласно одной из официальных биографий, устроилась на работу в отдел кадров строительной организации (название организации не указывалось). По другой информации, трудовой путь Слиска начала как секретарь в «Роспечати», став потом инспектором отдела кадров. По некоторым данным, она стала заместителем начальника отдела кадров «Роспечати», однако ряд изданий сообщали, что в «Роспечати» Слиска была сначала юристом, а позднее — по её собственным словам, в 1985 году — заведующей отделом кадров. Некоторые издания сообщали третью версию: с 1977 года работала в кадровой службе на предприятии «Союзпечать», впоследствии (после 1987 года) — освобождённым председателем профсоюзного комитета предприятия.
Поступила на вечернее отделение в Саратовский юридический институт имени Д. И. Курского. В 1990 году окончила институт по специальности «правоведение». После этого продолжила работать в профсоюзе и в 1992 году стала председателем обкома профсоюза работников тяжёлого машиностроения Саратовской области.

### Карьера в Саратовской области
В 1996 году её, как председателя профсоюза, включили в состав Саратовской городской избирательной комиссии заместителем председателя. Вероятно, именно тогда она познакомилась с вице-мэром Саратова Дмитрием Аяцковым.
15 апреля 1996 года Аяцков был назначен указом президента РФ Бориса Ельцина главой администрации Саратовской области, а 1 сентября 1996 года был избран губернатором Саратовской области. И в сентябре он назначил Любовь Константиновну своим заместителем. Однако на должности первого заместителя губернатора Саратовской области она проработала недолго — по ноябрь 1996 года. Назначена постоянным представителем губернатора в Саратовской областной думе. На этой должности работала по 1998 год.
В 1998—1999 годах — заместитель председателя правительства Саратовской области. Некоторые издания, а также официальный сайт партии «Единая Россия» сообщают, что Слиска занимала лишь пост постоянного представителя саратовского губернатора и регионального правительства в областной думе, не будучи заместителем председателя областного правительства.
В 1999 году Любовь Слиска вошла в избирательный список движения «Единство» и в декабре 1999 года была избрана депутатом Государственной Думы ФС РФ третьего созыва по общефедеральному списку избирательного блока «Медведь» (Межрегиональное движение «Единство»).

### Москва. Государственная Дума

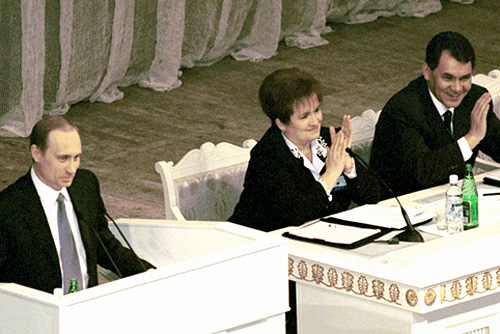
Любовь Слиска с Владимиром Путиным (слева) и Сергеем Шойгу (справа), февраль 2000 года

В январе 2000 года кандидатуру Слиски выдвинули на пост первого заместителя председателя Госдумы. С 2000 по 2003 — первый заместитель председателя Государственной Думы Геннадия Селезнёва.
7 декабря 2003 года Слиска вновь была избрана депутатом Госдумы четвёртого созыва, и снова была избрана первым заместителем председателя Государственной Думы Бориса Грызлова. В ходе этих выборов за свою умеренную приверженность либеральным взглядам и членство в «Единой России», в логотипе которой изображён медведь, была прозвана Геннадием Зюгановым «Чубайсом в медвежьей шкуре».
Заместитель председателя Государственной Думы с 2007 (в Государственной Думе пятого созыва). Член Комитета Государственной Думы V созыва по безопасности, член Комиссии Государственной Думы по рассмотрению расходов федерального бюджета, направленных на обеспечение обороны и государственной безопасности Российской Федерации. Заместитель руководителя фракции «Единая Россия».
В начале июля 2011 года стало известно, что Любовь Слиска больше не будет избираться в Госдуму и не идёт на внутрипартийные выборы «Единой России». Намерение завершить карьеру депутата Слиска объяснила усталостью и желанием посвятить время семье. По сведениям, просочившимся в прессу, всё дело в её давнем конфликте со своим земляком, курирующим предвыборную кампанию «Единой России», вице-премьером Вячеславом Володиным.

### Карьера после Государственной Думы
25 апреля 2012 года Любовь Константиновна заявила о выходе из партии «Единая Россия», отметив, что в последние годы её редко привлекали к работе и её мнение не учитывалось руководством. Призналась, что ей стыдно за её голосование по законопроекту об отмене прямых губернаторских выборов, и назвала самым демократическим созывом и самым свободным для работы третий созыв (1999—2003), а дальше, по её мнению, началось сужение функциональности Думы, и судьба всех законопроектов стала решаться в администрации президента. Ранее Слиска говорила, что ей не хватает ушедших депутатов от «Союза правых сил» (Савельева, Селиванова, Томчина) и депутата Ярыгиной от «Яблока».
В июне 2012 года Михаил Касьянов предложил Слиске идти в Саратовскую областную думу от «Партии народной свободы». Любовь Константинова отказалась, но предложила консультировать и давать характеристики на тех кандидатов, которых привлечёт партия. Заявляла, что с интересом наблюдала за Михаилом Прохоровым во время президентских выборов.
В том же году она сказала: «Я в оппозицию ни в какую не пойду — с моей стороны это будет неправильно. Я была во власти при Путине, при „Единой России“ 12 лет и уважаю тех коммунистов, которые не перебежали в своё время к Ельцину, не жгли партийные билеты… У меня предчувствие, что что-то произойдёт в ближайшее время в нашей стране. Я во власть вряд ли вернусь. Думаю, что, может быть, в другом качестве буду участвовать в политической жизни страны, но не в Госдуму, ни в Совет Федерации, ни в Правительство. Может быть, должность общественного направления. Может, Избирательная комиссия, Общественная палата».

## Семья
Замужем вторым браком.
Муж — Сергей Германович Слиска, моложе на 5 лет, с марта 2001 по н/в — судья Московского областного суда. Детей нет.
Брат — Сергей Тимошин, бывший руководитель Управления Федеральной регистрационной службы по Саратовской области (2004—2012). Племянник — Тимошин Денис Сергеевич.

## Награды и звания
Научная степень и учёное звание: кандидат исторических наук, доцент.
- Орден Почёта (17 июня 2002) — за активную законотворческую деятельность и многолетнюю добросовестную работу[13]
- Почётная грамота правительства Российской Федерации (13 октября 2003) — за большой личный вклад в развитие российского законодательства[14]
- Благодарность Президента Российской Федерации (15 октября 2003) — за заслуги в развитии российского законодательства и парламентаризма[15]
- Лауреат национальной премии общественного признания достижений женщин «Олимпия» Российской Академии бизнеса и предпринимательства[16] в 2003 г.
- Заслуженный юрист Российской Федерации (23 мая 2005) — за большой вклад в законотворческую деятельность и многолетнюю добросовестную работу[17]
- наградное оружие (пистолет)[18][19]
- Орден «За заслуги перед Отечеством» IV степени (21 мая 2008) — за заслуги в законотворческой деятельности, укреплении и развитии российской государственности[20]
- Почётная грамота правительства Российской Федерации (14 октября 2008) — за большой вклад в развитие российского законодательства[21]
- Великий офицер ордена «За заслуги перед Итальянской Республикой» (26 октября 2009)[22]
- Орден святой равноапостольной княгини Ольги III степени (Русская Православная Церковь, 2003) — за вклад в восстановление православных святынь в г. Сарове[23]
- Императорский Орден Святой Великомученицы Анастасии (20 августа 2013 года, Российский Императорский Дом) — в воздаяние заслуг перед Отечеством и Российским ИМПЕРАТОРСКИМ Домом и во свидетельство особого НАШЕГО благоволения[24]
- Почётный доктор Российского государственного социального университета (2006)[25].